# جیوناتا مینگوززی
جیوناتا مینگوززی (انگلیسی: Gionata Mingozzi; ۲۹ دسامبر ۱۹۸۴ – ۱۵ ژوئیهٔ ۲۰۰۸) بازیکن فوتبال اهل ایتالیا بود.
از باشگاه‌هایی که در آن بازی کرده‌است می‌توان به باشگاه فوتبال سمپدوریا، باشگاه فوتبال پروجا، و باشگاه فوتبال لچه اشاره کرد.